# Varennes-en-Argonne
Pour les articles homonymes, voir Varennes et Argonne.
Varennes-en-Argonne est une commune française située dans le département de la Meuse, en région Grand Est.

## Géographie

### Situation
Varennes est une commune du Canton de Clermont-en-Argonne dans le Grand-Est, où vivent environ 700 habitants, bordé à l'ouest par la forêt d'Argonne, à la limite des départements des Ardennes et de la Marne.
Les communes limitrophes sont : Montblainville (au nord-ouest), Charpentry (au nord), Cheppy (à l'est), Boureuilles (au sud) et Vienne-le-Château (au sud-ouest, dans la Marne).
Comme beaucoup de communes de la région, elle est jumelée avec une commune allemande, Petershausen, (grande banlieue de Munich, en Bavière).
Avant la réforme territoriale de 2015 la commune était chef lieu de canton et était située dans la région Lorraine.

#### Communes limitrophes
| Montblainville | Cheppy              | Cheppy      |
| Montblainville | Varennes-en-Argonne | Cheppy      |
|                | Boureuilles         | Boureuilles |

### Hydrographie
La commune est dans la région hydrographique « la Seine du confluent de l'Oise (inclus) à l'embouchure » au sein du bassin Seine-Normandie. Elle est drainée par l'Aire, le ruisseau des Sept Fontaines, le cours d'eau 03 de la Folie, le cours d'eau 01 de Malicette, l'Aire, divers bras de l'Aire et divers autres petits cours d'eau,.
L'Aire, d'une longueur de 125 km, prend sa source dans la commune de Saint-Aubin-sur-Aire, à 324 m d'altitude, et se jette  dans l'Aisne, en rive droite à Senuc, à 104 m d'altitude, après avoir traversé 36 communes. Les caractéristiques hydrologiques de l'Aire sont données par la station hydrologique située sur la commune. Le débit moyen mensuel est de 8,88 m3/s. Le débit moyen journalier maximum est de 144 m3/s, atteint lors de la crue du 21 décembre 1993. Le débit instantané maximal est quant à lui de 158 m3/s, atteint le même jour.

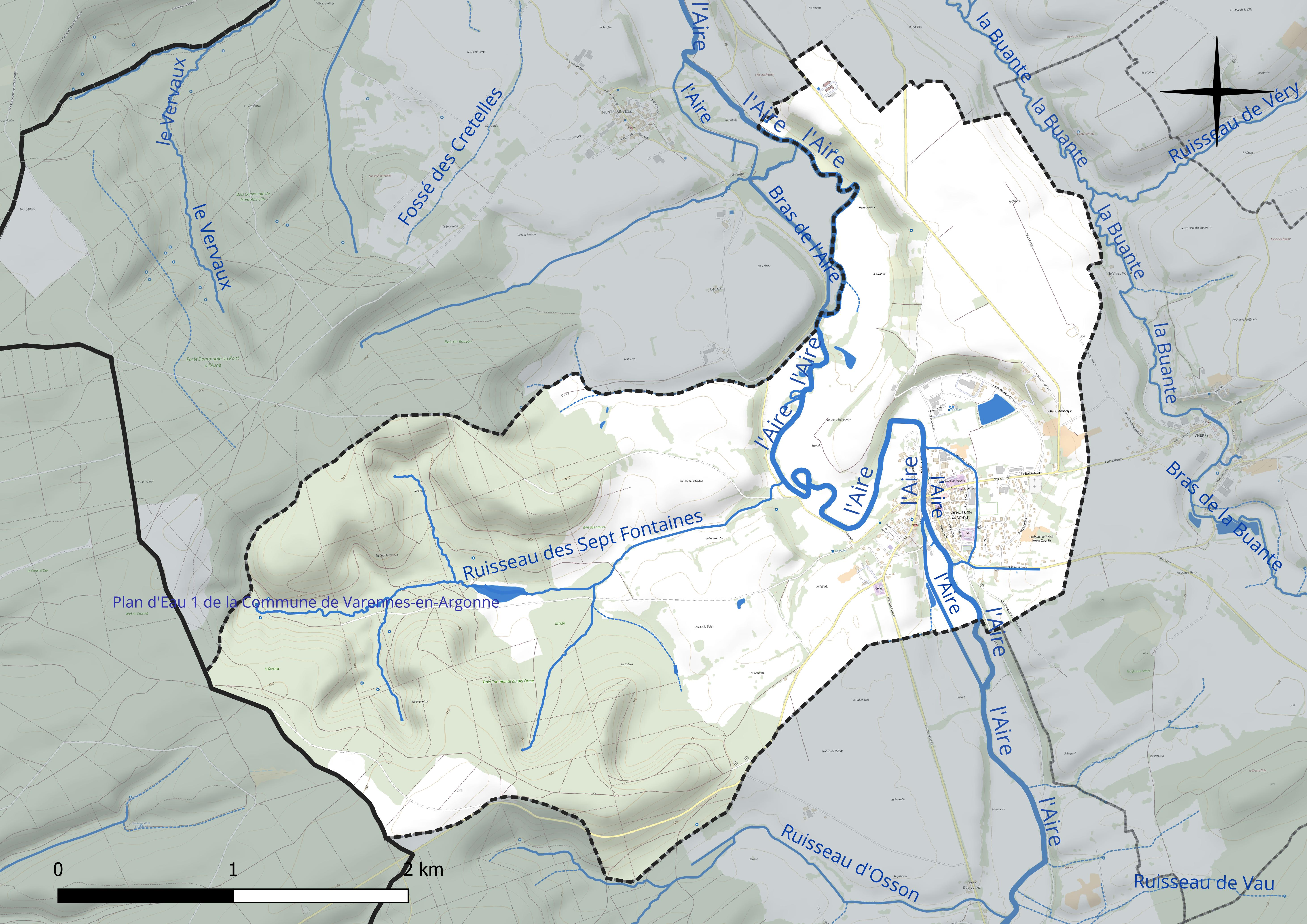
Réseau hydrographique de Varennes-en-Argonne.

Un plan d'eau complète le réseau hydrographique : le plan d'eau 1 de la commune de Varennes-en-Argonne (2 ha),.

### Climat
Pour des articles plus généraux, voir Climat du Grand Est et Climat de la Meuse.
En 2010, le climat de la commune est de type climat de montagne, selon une étude du Centre national de la recherche scientifique s'appuyant sur une série de données couvrant la période 1971-2000. En 2020, Météo-France publie une typologie des climats de la France métropolitaine dans laquelle la commune est exposée à un climat océanique altéré et est dans la région climatique Lorraine, plateau de Langres, Morvan, caractérisée par un hiver rude (1,5 °C), des vents modérés et des brouillards fréquents en automne et hiver.
Pour la période 1971-2000, la température annuelle moyenne est de 9,9 °C, avec une amplitude thermique annuelle de 15,7 °C. Le cumul annuel moyen de précipitations est de 916 mm, avec 13,7 jours de précipitations en janvier et 9,3 jours en juillet. Pour la période 1991-2020, la température moyenne annuelle observée sur la station météorologique de Météo-France la plus proche, « Aubréville_sapc », sur la commune d'Aubréville à 10 km à vol d'oiseau, est de 10,9 °C et le cumul annuel moyen de précipitations est de 854,3 mm. 
La température maximale relevée sur cette station est de 41,8 °C, atteinte le 25 juillet 2019 ; la température minimale est de −15,7 °C, atteinte le 20 décembre 2009,,.
Les paramètres climatiques de la commune ont été estimés pour le milieu du siècle (2041-2070) selon différents scénarios d'émission de gaz à effet de serre à partir des nouvelles projections climatiques de référence DRIAS-2020. Ils sont consultables sur un site dédié publié par Météo-France en novembre 2022.

## Urbanisme

### Typologie
Au 1er janvier 2024, Varennes-en-Argonne est catégorisée commune rurale à habitat dispersé, selon la nouvelle grille communale de densité à sept niveaux définie par l'Insee en 2022.
Elle est située hors unité urbaine et hors attraction des villes,.

### Occupation des sols
L'occupation des sols de la commune, telle qu'elle ressort de la base de données européenne d’occupation biophysique des sols Corine Land Cover (CLC), est marquée par l'importance des territoires agricoles (48,4 % en 2018), en diminution par rapport à 1990 (51,4 %). La répartition détaillée en 2018 est la suivante :
forêts (44,7 %), prairies (30,6 %), terres arables (17,7 %), zones urbanisées (6,9 %). L'évolution de l’occupation des sols de la commune et de ses infrastructures peut être observée sur les différentes représentations cartographiques du territoire : la carte de Cassini (XVIIIe siècle), la carte d'état-major (1820-1866) et les cartes ou photos aériennes de l'IGN pour la période actuelle (1950 à aujourd'hui).

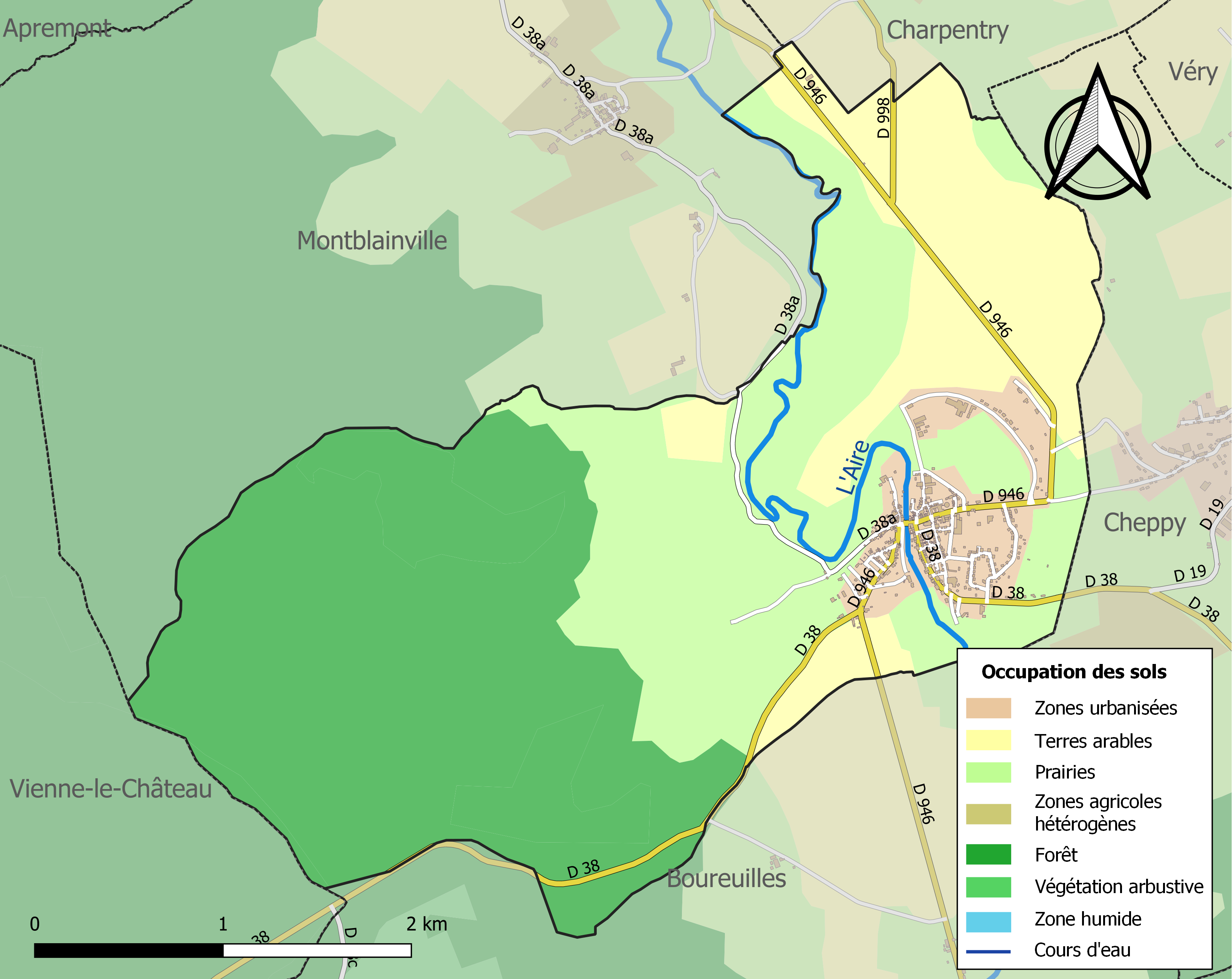
Carte des infrastructures et de l'occupation des sols de la commune en 2018 (CLC).

## Toponymie
Le nom de la localité est attesté sous les formes Varena (1022) ; Waurennia (1049) ; Varenne (1200) ; Varennes (1221) ; Varennæ (1225) ; Veronna, Veronnæ (1254) ; Grossus Varen ou Varennensis (xve siècle) ; Varenam-castrum (1502) ; Uarennes (1671).

De l'oïl varenne dont le sens premier est « terrain ou il est interdit de chasser ou de pêcher sans la permission du seigneur ».

De sens tardif : Du pré-latin varenna « délaissé de rivière, friche », dérivé de war « eau ». Varennes serait issu de Waren, mot germanique signifiant « pays couvert de landes », terrain inculte.

L'Argonne est une région naturelle de la France, qui chevauche les départements de la Marne, des Ardennes et de la Meuse, à l'est du bassin parisien.

## Histoire

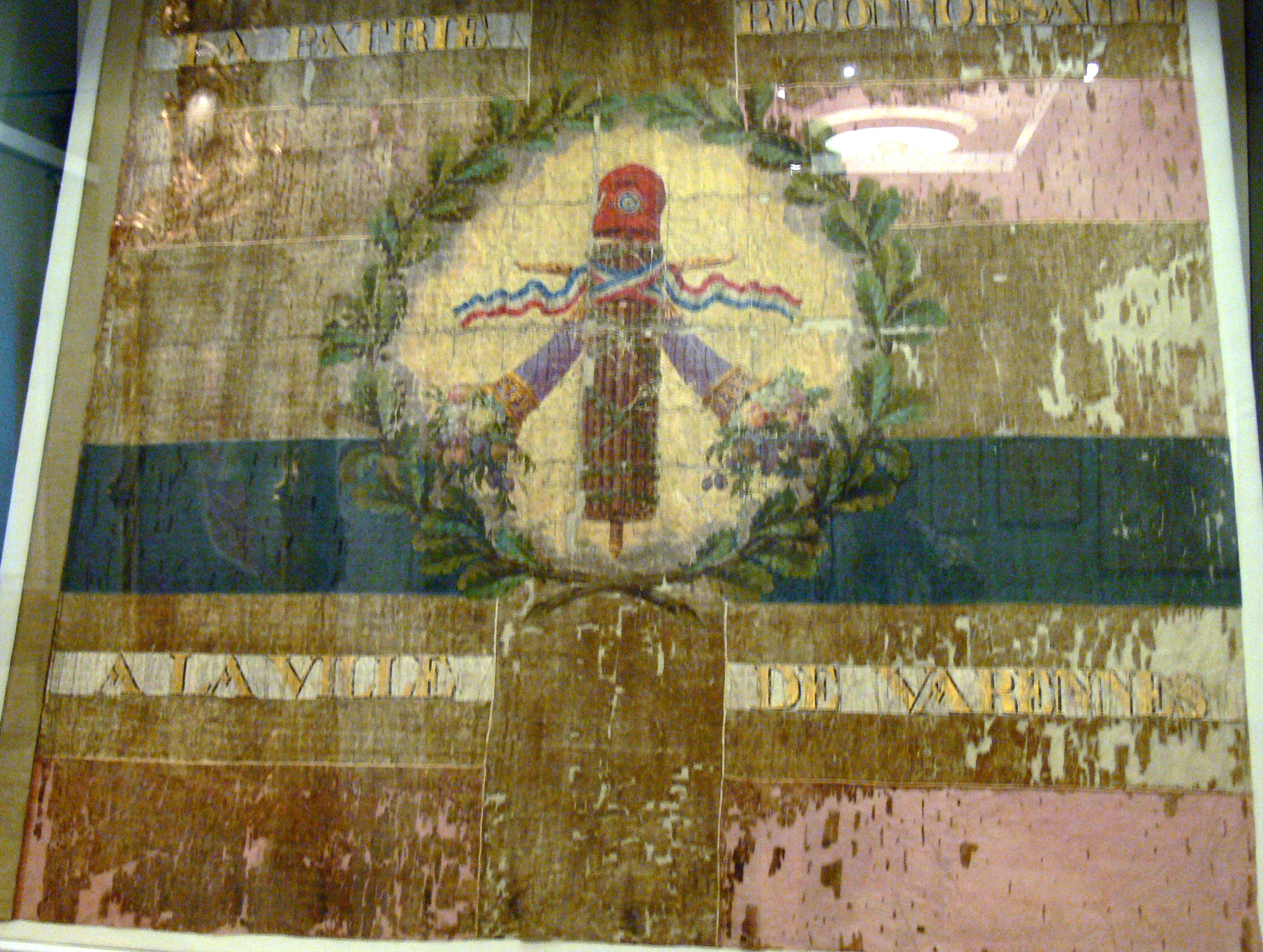
Drapeau révolutionnaire avec l'inscription La Patrie reconnaissante à la Ville de Varennes

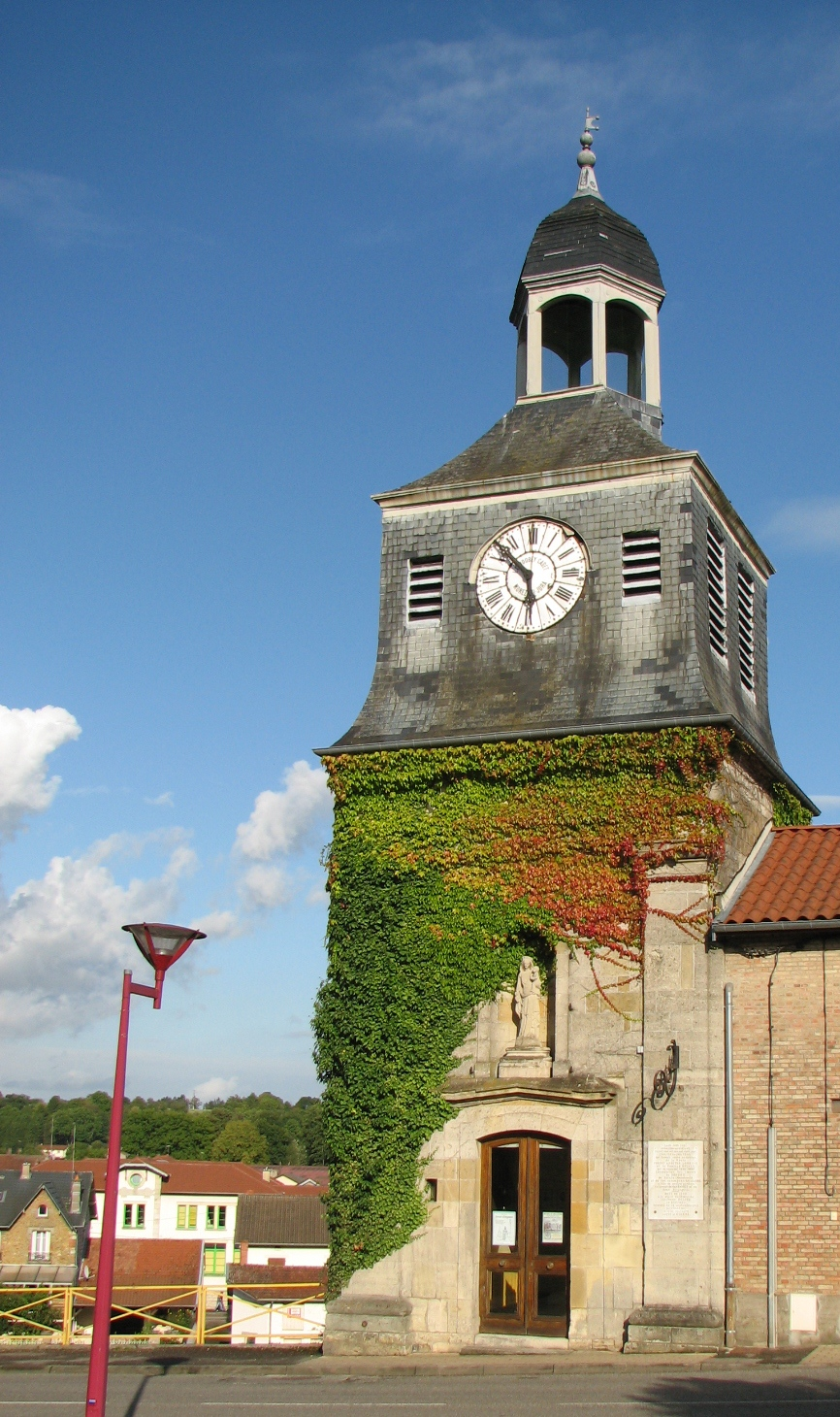
Tour de l'horloge avec la plaque commémorant l'arrestation de Louis XVI.

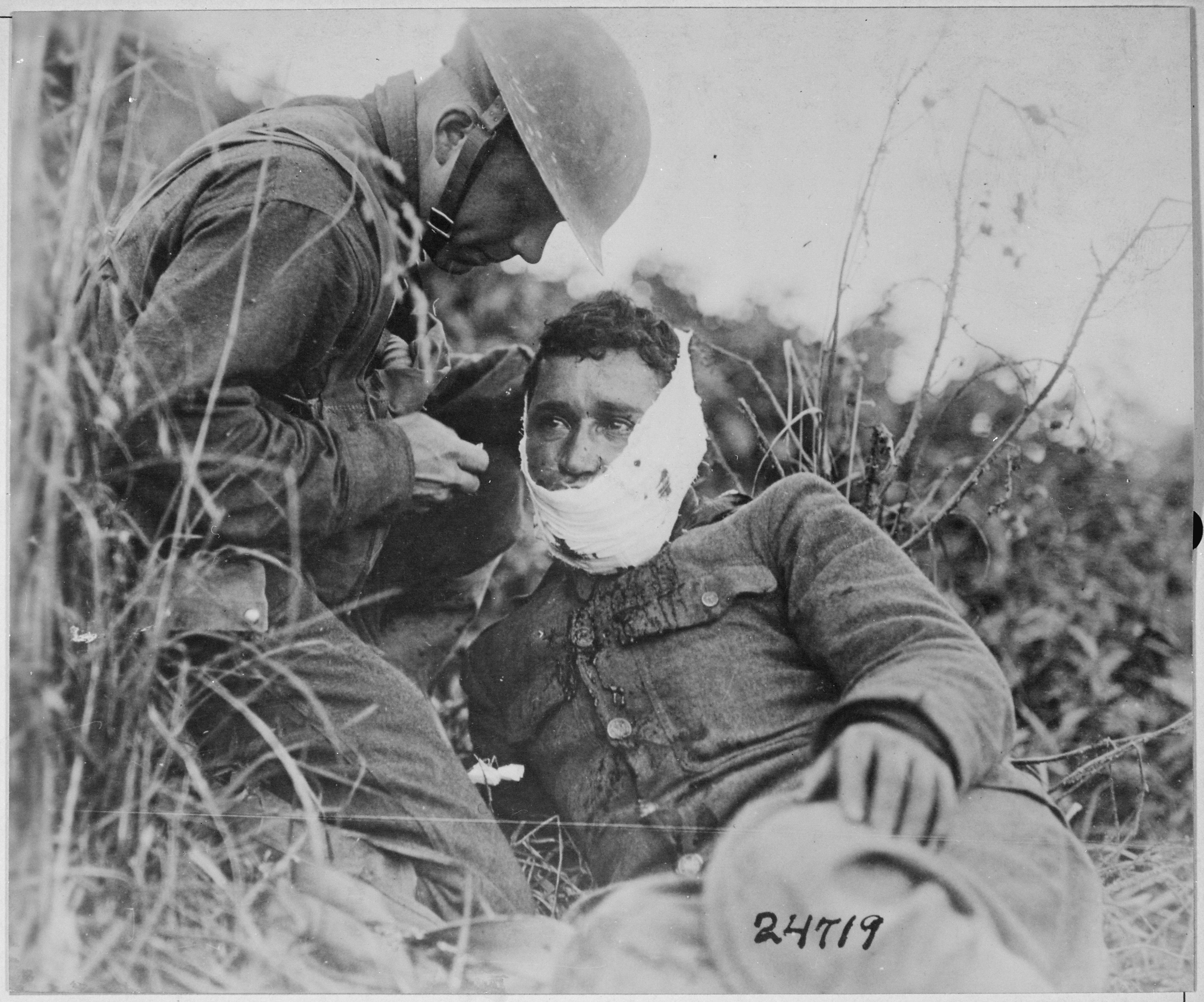
Soldat américain blessé le 26 septembre 1918 à Varennes-en-Argonne.

Le village est connu pour avoir été le lieu de l'arrestation de Louis XVI et de la famille royale qui tentait soit de rejoindre des troupes restées fidèles à la monarchie basées à Montmédy, soit de passer la frontière pour gagner les Pays-Bas autrichiens (évasion manquée des 20 et 21 juin 1791). Le roi et sa famille furent arrêtés sur dénonciation de Jean-Baptiste Drouet, maître de poste de Sainte-Menehould.
La municipalité de Sainte-Menehould, ayant des doutes sur des passagers signalés au relais de poste, demanda à Drouet de rattraper la berline qui s'était arrêtée à son relais une heure auparavant. Il prit, accompagné de son ami Jean-Chrisosthome Guillaume, la route de l'est et rencontra ses postillons qui l'informèrent de l'itinéraire de la berline, qui cheminait en direction de Varennes. Il y arriva avant la berline. Avec l'aide des autorités locales qu'il avait convaincues de faire contrôler scrupuleusement les passeports des occupants, il organisa un barrage.
La famille royale fut confondue. Une plaque, située près de l'actuel beffroi de la ville, indique l'emplacement de l'« auberge du bras d'Or », devant laquelle la route de la famille royale s'est arrêtée.
C'est à la suite de cette tentative de fuite de Paris que la destitution du roi et l'idée d'une république prirent corps dans l'esprit de la Nation. À la reine qui croyait pouvoir compter sur son soutien, la réplique de madame Sauce, épouse de l'aubergiste, montre clairement le changement des mentalités qui s'opérait alors chez les Français : « Madame, vous vous souciez des intérêts de votre mari, souffrez que je me soucie des intérêts du mien ».
Varennes est occupé par les troupes allemandes au début de la Première Guerre mondiale. Le village se trouva sur ou à proximité de la ligne de front pendant la majeure partie du conflit et fut presque complètement détruit par quatre années de bombardements français. Contrairement à certains villages meusiens qui n'ont jamais retrouvé vie, Varennes fut entièrement reconstruit.

## Politique et administration
| Période                                  | Période  | Identité                        | Étiquette | Qualité                                                                    |
| ---------------------------------------- | -------- | ------------------------------- | --------- | -------------------------------------------------------------------------- |
| Les données manquantes sont à compléter. |          |                                 |           |                                                                            |
| 1833                                     |          | Augustin Jacquesson             |           | Notaire                                                                    |
| 1870                                     |          | Alexandre Bigaut Préfontaine    |           |                                                                            |
| 1880                                     |          | François Augustin Alfred Mangin |           | Négociant                                                                  |
| 1894                                     |          | Charles Marie Albert Mathieu    |           | Docteur en médecine                                                        |
| 1934                                     |          | René Dominique Boutaud          |           | Architecte Conseiller général du canton de Varennes-en-Argonne (1934-1940) |
| 2001                                     | 2020     | Jean-Marie Lambert              | DVD       | Instituteur                                                                |
| juillet 2020                             | En cours | Philippe Fosseprez              |           | Agriculteur                                                                |

## Population et société

### Démographie
L'évolution du nombre d'habitants est connue à travers les recensements de la population effectués dans la commune depuis 1793. Pour les communes de moins de 10 000 habitants, une enquête de recensement portant sur toute la population est réalisée tous les cinq ans, les populations de référence des années intermédiaires étant quant à elles estimées par interpolation ou extrapolation. Pour la commune, le premier recensement exhaustif entrant dans le cadre du nouveau dispositif a été réalisé en 2004.

En 2022, la commune comptait 629 habitants, en évolution de −5,13 % par rapport à 2016 (Meuse : −4,4 %, France hors Mayotte : +2,11 %).
| 1793  | 1800  | 1806  | 1821  | 1831  | 1836  | 1841  | 1846  | 1851  |
| ----- | ----- | ----- | ----- | ----- | ----- | ----- | ----- | ----- |
| 1 294 | 1 573 | 1 515 | 1 530 | 1 652 | 1 607 | 1 538 | 1 607 | 1 616 |

| 1856  | 1861  | 1866  | 1872  | 1876  | 1881  | 1886  | 1891  | 1896  |
| ----- | ----- | ----- | ----- | ----- | ----- | ----- | ----- | ----- |
| 1 435 | 1 515 | 1 503 | 1 453 | 1 439 | 1 396 | 1 385 | 1 366 | 1 309 |

| 1901  | 1906  | 1911  | 1921 | 1926  | 1931 | 1936 | 1946 | 1954 |
| ----- | ----- | ----- | ---- | ----- | ---- | ---- | ---- | ---- |
| 1 205 | 1 142 | 1 097 | 650  | 1 028 | 806  | 721  | 668  | 711  |

| 1962 | 1968 | 1975 | 1982 | 1990 | 1999 | 2004 | 2006 | 2009 |
| ---- | ---- | ---- | ---- | ---- | ---- | ---- | ---- | ---- |
| 643  | 635  | 670  | 700  | 679  | 691  | 708  | 720  | 668  |

| 2014 | 2019 | 2022 | - | - | - | - | - | - |
| ---- | ---- | ---- | - | - | - | - | - | - |
| 663  | 639  | 629  | - | - | - | - | - | - |

## Économie

### Entreprises principales
- ALK Abelló : laboratoire pharmaceutique
- CTA : chaudronnerie - tôlerie
- Autopneus : récupération de pneumatiques

## Enseignement
Varennes-en-Argonne dispose d'une école primaire et d'un collège "Jean Babin"

## Culture locale et patrimoine

### Lieux et monuments
- L'église Notre-Dame-de-l'Assomption, détruite durant la Première Guerre mondiale elle a été reconstruite à l'identique avec un clocher néo-classique et la façade du XVIIIe siècle. L'édifice est classé au titre des monuments historiques depuis 1914[26].
- La chapelle de l'hospice de sœurs de Saint-Charles. Hospice dès 1291 aux antonistes puis aux sœurs de Saint-Charles de Nancy, reconstruite après 1918.
- Le musée d'Argonne retrace le passé du village et de sa région, depuis l'époque gallo-romaine jusqu'au XXe siècle, en passant bien sûr par l'arrestation de Louis XVI et les sombres années de la Première Guerre mondiale.
- À côté de ce musée, se dresse le mémorial de Pennsylvanie, édifié en 1927 par l'État américain de Pennsylvanie à la gloire des troupes de cet état, part du Corps expéditionnaire américain, qui libérèrent Varennes ; cet ouvrage de style néo-classique, œuvre de l'architecte franco-américain Paul Philippe Cret, domine le bourg et l'on peut découvrir du haut de sa terrasse un panorama sur la campagne environnante.
- La tour de l'Horloge avec la plaque commémorant l'arrestation de Louis XVI. Elle est objet d'une inscription au titre des monuments historiques depuis 1989[27].
- Les abris du prince Rupprecht de Bavière construits en 1915 par les troupes allemandes en forêt d'Argonne sont l'objet d'un classement au titre des monuments historiques depuis 1922[28].

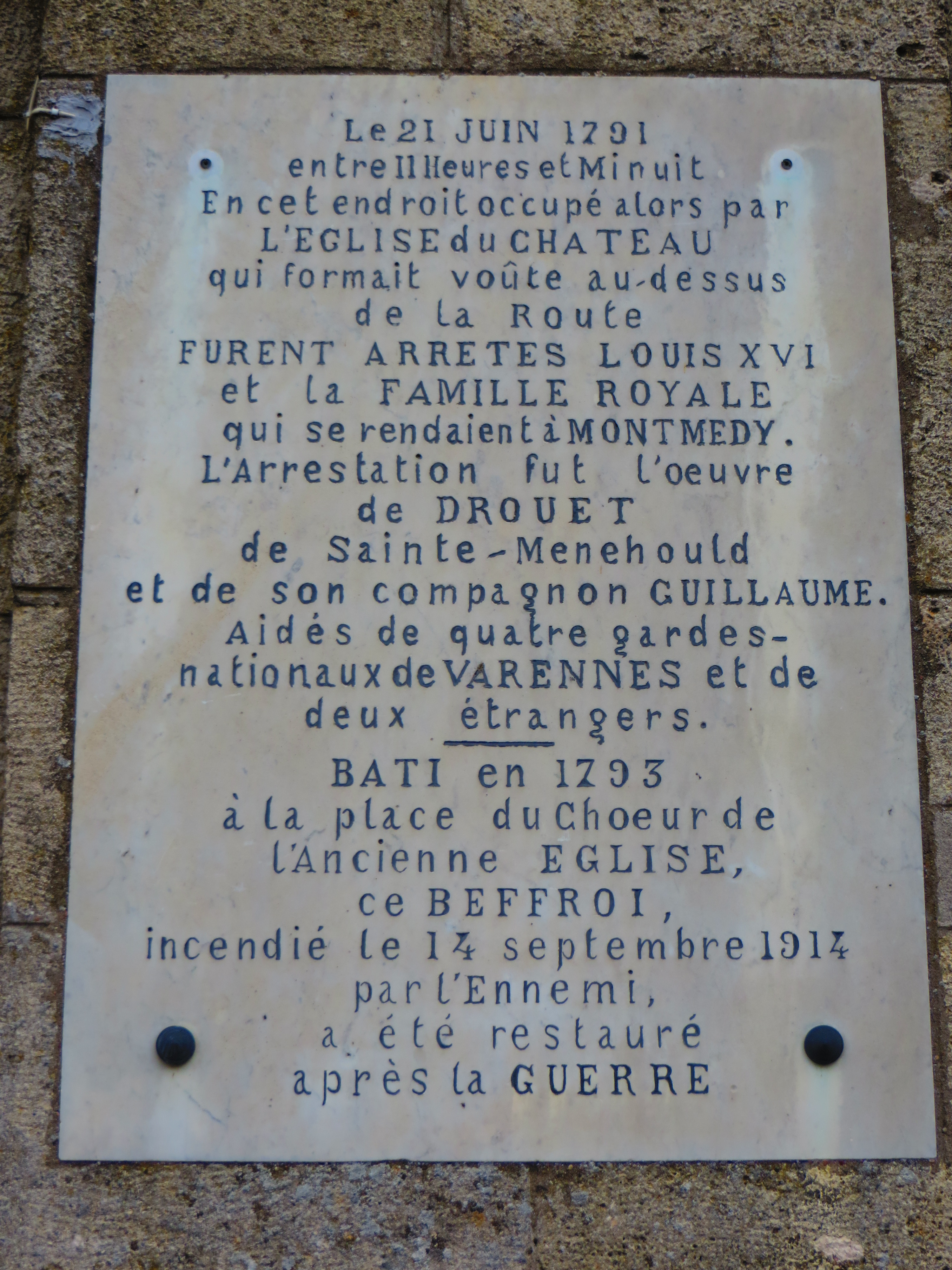
La plaque commémorant l'arrestation de Louis XVI côté face.
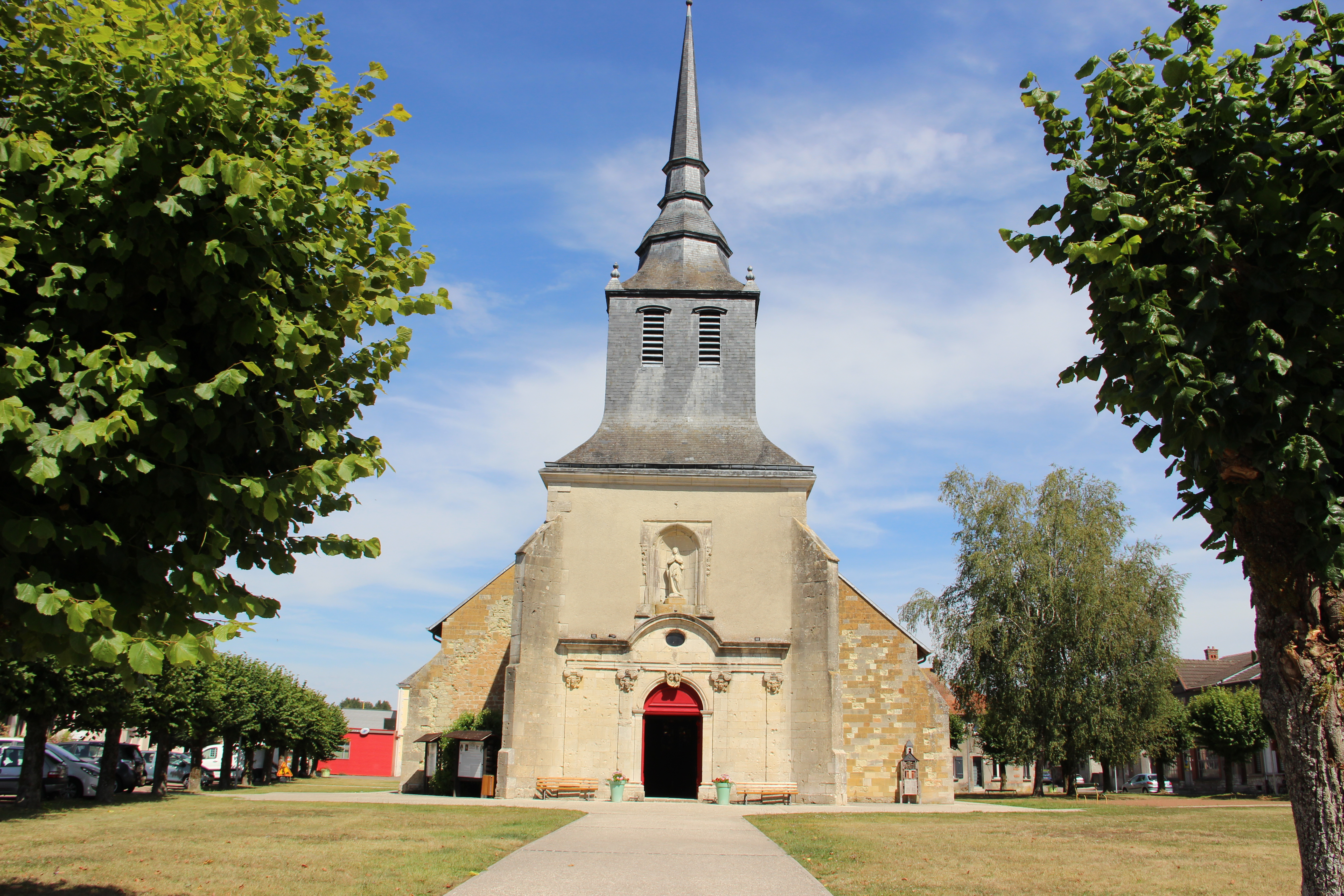
L'église Notre-Dame.
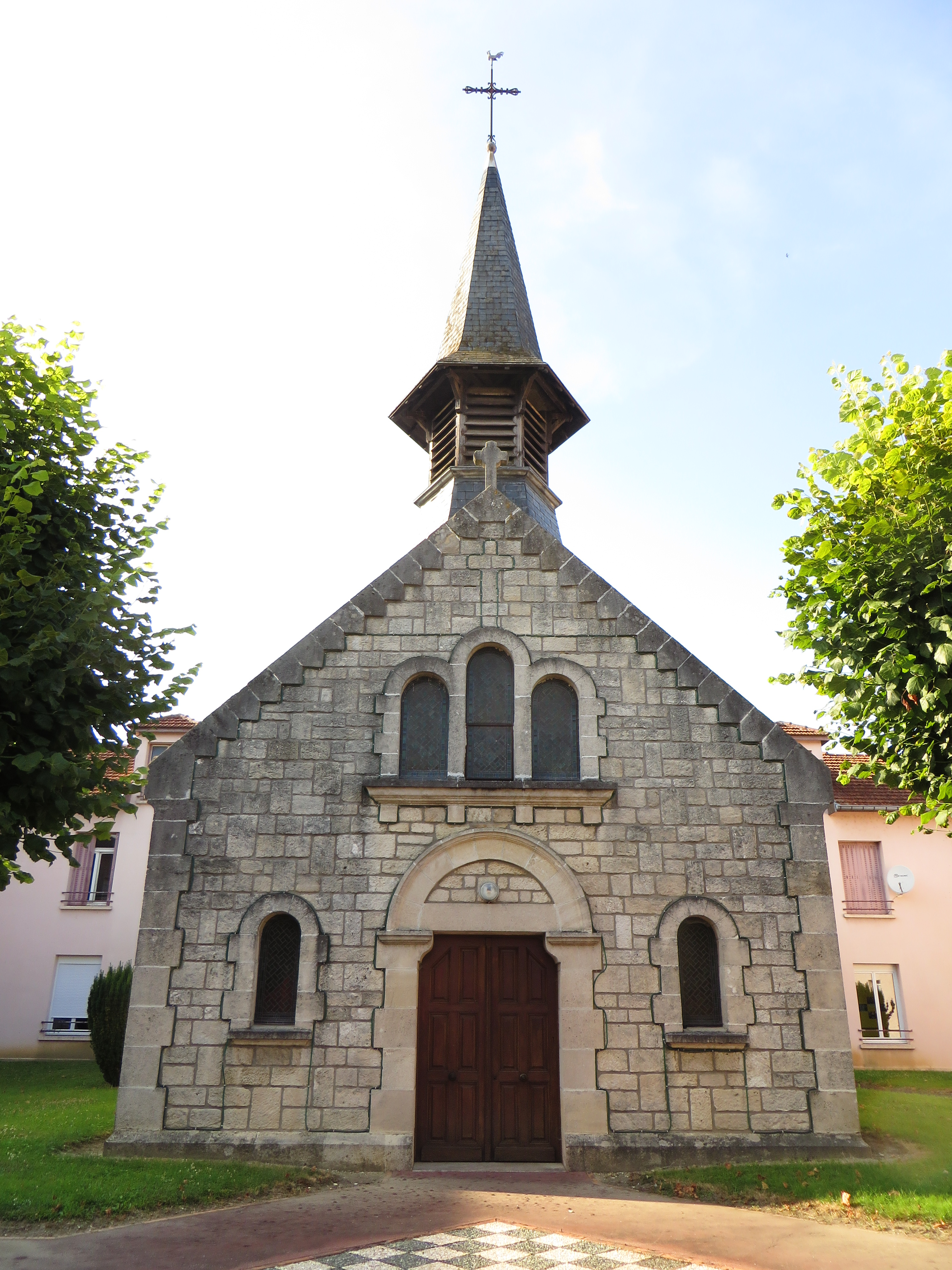
La chapelle de l'hospice de Sœurs de Saint-Charles.
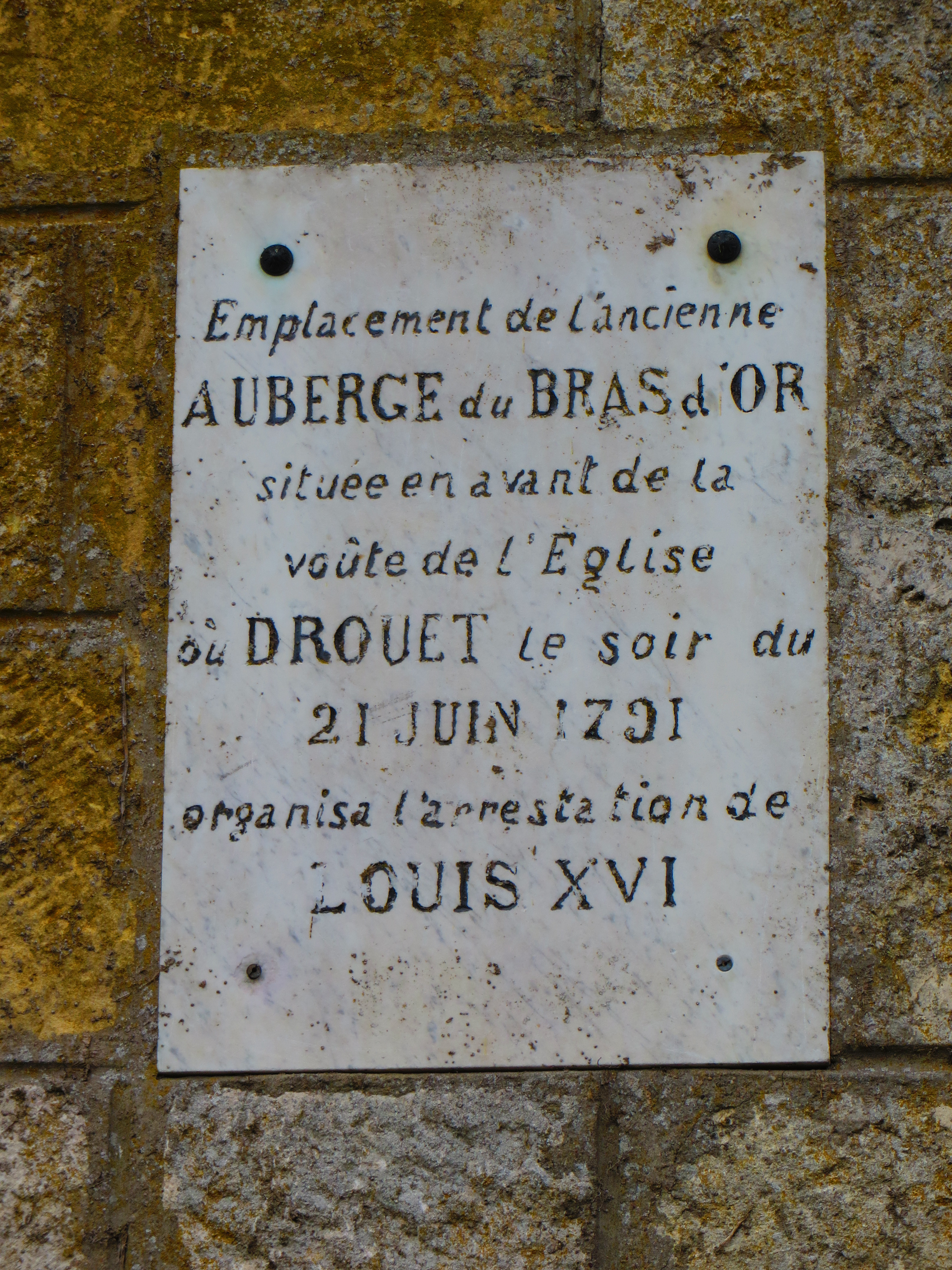
La plaque commémorant l'arrestation de Louis XVI côté gauche.

### Personnalités liées à la commune
- Jean Nicolas Mangin, député du tiers état en 1789 et maire de Mouzon.
- Robert François George (1741-1803), député à l'Assemblée nationale constituante en 1790-1791 et maire de Varennes. Il joua un rôle important dans la vie de la ville de 1788 à 1799[29].
- Jacob Job Elie (1746-1825), général de la Révolution et de l'Empire, mort à Varennes.
- Jean-Charles Mauclerc (1754-?), homme politique né à Varennes-en-Argonne, député de la Marne de 1804 à 1808.
- Jean-Baptiste Sauce (1755-1825), épicier-chandelier et procureur-syndic de la commune lors de l'épisode de la fuite de la famille royale.
- Étienne Radet (1762-1825), général de la Révolution et de l'Empire, mort à Varennes.
- Jean Lallemand, homme politique né le 15 février 1773 à Varennes (Meuse) et décédé le 23 janvier 1838 à Stenay (Meuse).
- Jean-Romain Lefèvre (1819-1882), né à Varennes, et son épouse Pauline-Isabelle Utile, née en 1830 à Marle (Aisne), morte en 1922, dont le mariage a été célébré à Varennes en 1850, deviennent, après la reprise d'une pâtisserie à Nantes, les cofondateurs de la biscuiterie LU (Lefèvre-Utile).
- Émile Aimond (1850-1917), homme politique, maire de Saint-Leu-Taverny, député de Seine-et-Oise puis sénateur de Seine-et-Oise.
- Charles Aimond (1874-1968), né à Varennes, prêtre et historien.
- Lucien Jacques (1891-1961), peintre et poète. Né à Varennes, mort à Nice.

### Cinématographie
- Clanché Adrien, La Muse[30], 2016, court-métrage, a été tourné à Varennes, en particulier à l'Hôtel du Grand Monarque